# Bramwell-Robinson Company
Die Bramwell-Robinson Company war ein US-amerikanischer Automobilhersteller, der 1899–1902 in Hyde Park (Massachusetts) ansässig war.

## Beschreibung
Gegründet wurde die Firma von John T. Robinson als Investor sowie W. C. Bramwell und dessen Sohn C. C. Bramwell denen der technische Teil oblag. Ursprünglich produzierte sie Maschinen zur Papierherstellung. Als die Bramwells mit dem Entwurf für ein leichtes, dreirädriges Automobil an Robinson herantraten beschloss dieser, eine kleine Produktion aufzulegen. Das Sociable genannte Vehikel hatte einen 3 hp (2,24 kW) leistenden Einzylindermotor. Die Kraft wurde mittels Kette auf das Hinterrad übertragen. Gelenkt wurde mittels senkrecht stehendem Hebel. Der zweisitzige Aufbau wurde damals als Auto-Buggy bezeichnet. Bis Anfang 1900 entstanden drei Exemplare und 25 weitere folgten.
Die Bramwells entwarfen nun zwei größere Fahrzeuge, beides vierrädrige Runabouts mit Einzylinder-Zweitaktmotoren. Das Modell A mit 5 hp (3,73 kW) kostete 750,– US$, das Modell B hatte ein Preisschild von 850,– US$ und leistete 8 hp (5,97 kW).
Noch im gleichen Jahr kam es zu einem Zerwürfnis zwischen Robinson und den Bramwells. Letztere montierten noch bis 1902 eine unbekannte Anzahl dieser Fahrzeuge und wandten sich dann nach Springfield (Ohio), wo sie in der Springfield Automobile Company eine Firma fanden, die gewillt war, ein Auto nach ihren Plänen zu produzieren. Es wurde zwischen 1903 und 1905 erst als Springfield, dann als Bramwell vermarktet und basierte auf dem Bramwell-Robinson Modell B.
Robinson hatte bereits im Mai 1900 seine eigene Firma gegründet, die John T. Robinson & Company. Auch deren erstes Modell, ein Zweizylinder, griff auf Elemente der Bramwell-Robinsons zurück.